# Eurycope ratmanovi
Eurycope ratmanovi is een pissebed uit de familie Munnopsidae. De wetenschappelijke naam van de soort is voor het eerst geldig gepubliceerd in 1946 door Gurjanova.